# Archivo de la Provincia Agustiniana de Michoacán

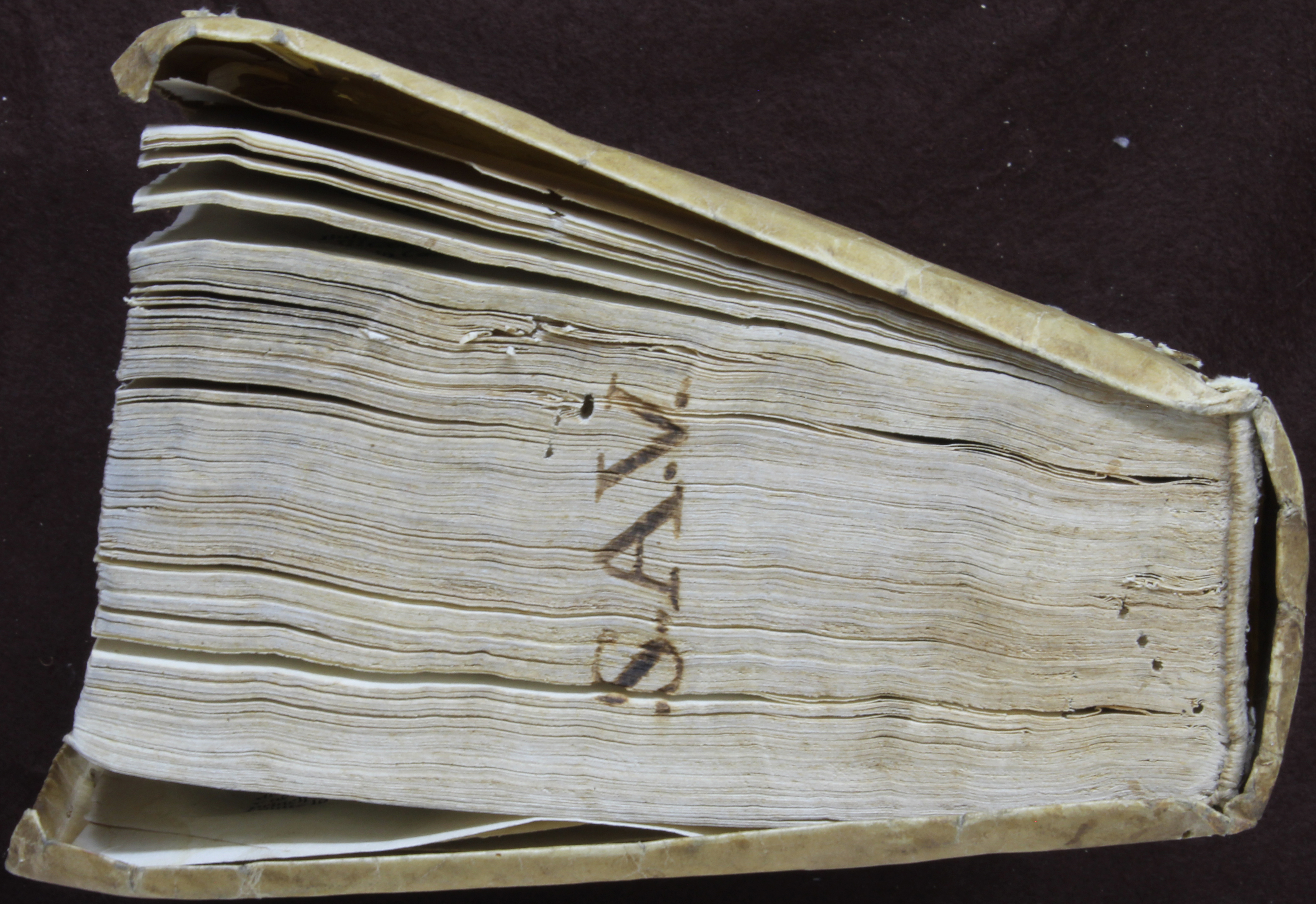
Libro con marca de fuego del convento de San Agustín. Foto del APAMI.

El Archivo de la Provincia Agustiniana de Michoacán (APAMI) es un acervo documental perteneciente a la Orden de San Agustín en México. Está especializado en la conservación de la memoria institucional, religiosa y cultural de dicha orden en la región michoacana. Su fundación formal se remonta a 1614, por disposición del Capítulo Provincial celebrado en el Colegio de San Pablo de la Ciudad de México.
La sede original del archivo se estableció en el Convento de San Agustín de Valladolid, actual ciudad de Morelia. Este recinto fue designado como depósito central para resguardar los documentos administrativos, eclesiásticos y culturales de la Provincia de San Nicolás de Tolentino de Michoacán, una de las jurisdicciones agustinianas más relevantes de la Nueva España. Entre las primeras disposiciones relativas al archivo, se acordó conservar el primer libro de provincia, a pesar de su deterioro, e iniciar los registros subsiguientes en un nuevo volumen.
El APAMI contiene materiales en diversos idiomas, reflejo de la riqueza lingüística y cultural de la época. Entre ellos se encuentran el español, latín, italiano, náhuatl, purépecha, entre otros.

### La Provincia Agustiniana de Michoacán
Tras el descubrimiento de las Indias, la Orden de San Agustín envió a sus primeros frailes a evangelizar bajo el impulso de fray Juan de Gallegos. En 1533, siete misioneros partieron desde Castilla hacia la Nueva España, convirtiéndose en la tercera orden religiosa en llegar, después de los franciscanos y dominicos. Estos pioneros, fray Francisco de la Cruz, fray Juan de San Román, fray Jerónimo de San Esteban, fray Jorge de Ávila, fray Alonso de Borja, fray Juan de Oseguera y fray Agustín de la Coruña, establecieron la Provincia del Santísimo Nombre de Jesús 
Michoacán destacó como región privilegiada para su labor. Los agustinos no solo practicaban la oración diaria (aunque con el tiempo y el crecimiento de la casa se hizo obligatoria la oración comunitaria) sino que emprendieron una notable obra civilizadora: trazaron calles y plazas, construyeron fuentes y acueductos, y fundaron hospitales y escuelas. Buscaban no solo convertir religiosamente a los indígenas, sino integrarlos al modelo cultural occidental. Los agustinos consideraban esencial no sólo convertir al cristianismo, sino transformar completamente el modo de vida de las comunidades indígenas, imponiendo modelos urbanos y culturales europeos. 
El extraordinario crecimiento de la orden durante el siglo XVI llevó a su división en 1602. Mientras la Ciudad de México concentraba el poder, el ascenso de criollos a puestos de liderazgo marcó un cambio significativo. Tras casi una década de negociaciones, se creó la Provincia de San Nicolás de Tolentino de Michoacán, separada de la original y abarcando los obispados de Michoacán y Nueva Galicia.
Esta reorganización, aprobada por fray Fulvio de Montefortino y ejecutada por fray Miguel de Sosa, reflejó tanto las necesidades administrativas como el creciente peso de los intereses criollos en la sociedad novohispana. Michoacán, ya valorada desde los primeros años de la colonización, consolidó así su importancia en el proyecto agustiniano.

### El Archivo y su preservación
Desde sus primeros años de existencia, la Provincia Agustiniana de Michoacán demostró un notable interés por preservar su memoria histórica. Apenas doce años después de la fundación de la orden, se estableció en el Convento de Valladolid (hoy Morelia) un archivo especial para resguardar los documentos considerados esenciales. Este depósito contaba con rigurosas medidas de seguridad, incluyendo un sistema de tres llaves, evidenciando el valor que los agustinos otorgaban a su patrimonio documental.
Durante el periodo colonial tardío, la vida provincial agustiniana mantuvo una notable estabilidad, reflejada en el cuidadoso resguardo de su documentación. Sin embargo, el turbulento siglo XIX marcó un punto de inflexión: primero con los movimientos independentistas y posteriormente con la aplicación de las Leyes de Reforma en 1860, que no sólo amenazaron la integridad de la orden religiosa, sino que provocaron la pérdida irreparable de gran parte de su invaluable patrimonio documental y artístico, víctima de los vaivenes políticos de la época. Sin embargo, los frailes mantuvieron una firme determinación por conservar sus registros. Destacan los esfuerzos de religiosos como fray Bartolomé Hilario de Orduña, quien en el siglo XVIII realizó meticulosas transcripciones de documentos fundacionales, incluyendo la patente de creación de la provincia y el Libro Primero de Provincia, trabajos que hoy constituyen fuentes invaluables.
Un acontecimiento crucial ocurrió en 1976: el asalto al Convento de Valladolid por parte de estudiantes motivó al provincial Nicolás Jiménez a ordenar el traslado tanto del Archivo como de la Biblioteca colonial al Convento de San Agustín en Polanco, Ciudad de México. Este movimiento marcó el inicio de una nueva etapa en la gestión documental agustiniana. En 1982, con el nombramiento de fray Roberto Jaramillo como archivista provincial, se dio un paso significativo: al año siguiente se acondicionó un espacio específico en el Convento de Nuestra Señora del Socorro en Lomas de Chapultepec, equipado con estantería especializada. Jaramillo emitió una orden provincial para centralizar los documentos de todos los conventos, iniciativa que tuvo respuestas desiguales, mientras algunos cumplieron, otros como Salamanca, se resistieron.

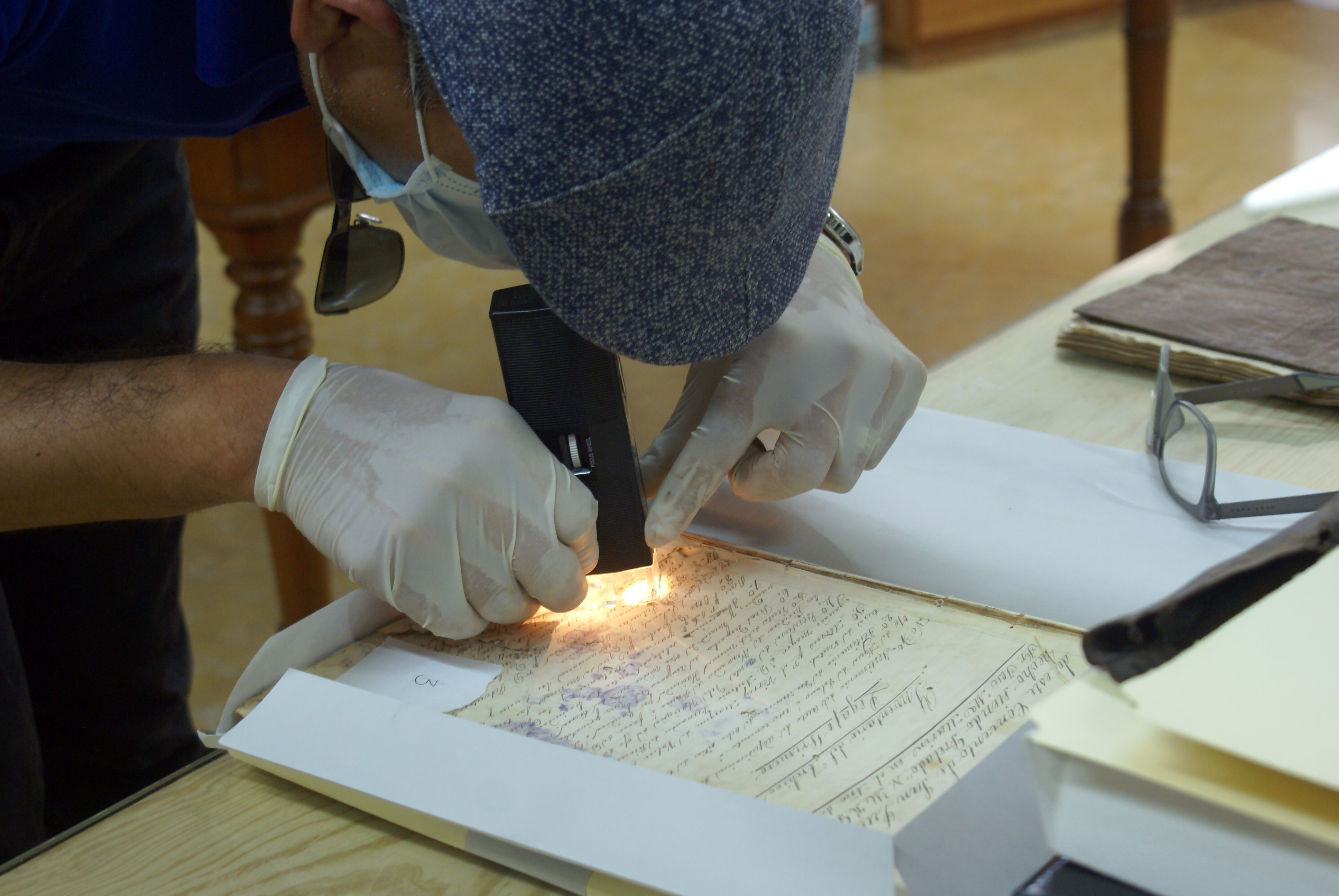
Examinación de un documento antiguo utilizando una fuente de luz dirigida. Foto del APAMI.

Entre los frutos de este trabajo pionero destacan la clasificación de los libros de provincia, los registros contables de las fundaciones y la identificación de manuscritos tan relevantes como la Americana Thebaida de fray Matías de Escobar. Estos esfuerzos sentaron las bases para la preservación de un acervo que hoy nos permite reconstruir no solo la historia de la orden agustiniana, sino también importantes capítulos del desarrollo social y cultural de Michoacán y México.
El siglo XXI trajo consigo un renovado interés por la memoria histórica agustiniana. En 2013, en sintonía con las directrices del Capítulo General Intermedio celebrado en Abuya (Nigeria) que enfatizaba la conservación de los archivos de la orden a nivel mundial, las autoridades de la Provincia Agustiniana de Michoacán, bajo la dirección del archivista fray Sabino Quijano, iniciaron un proceso de sensibilización. 
con el Consejo Provincial para asignar una partida presupuestal específica. Este esfuerzo buscaba consolidar proyectos que, aunque intentados en ocasiones anteriores, ahora contaban con un marco institucional más sólido y una visión global compartida.
El Archivo Agustiniano es de libre acceso para el público en general, lo que permite a investigadores, estudiantes y personas interesadas acercarse a su valioso acervo histórico. Además de esta apertura física, el archivo también ha desarrollado diversas formas de difusión para llegar a un público más amplio.

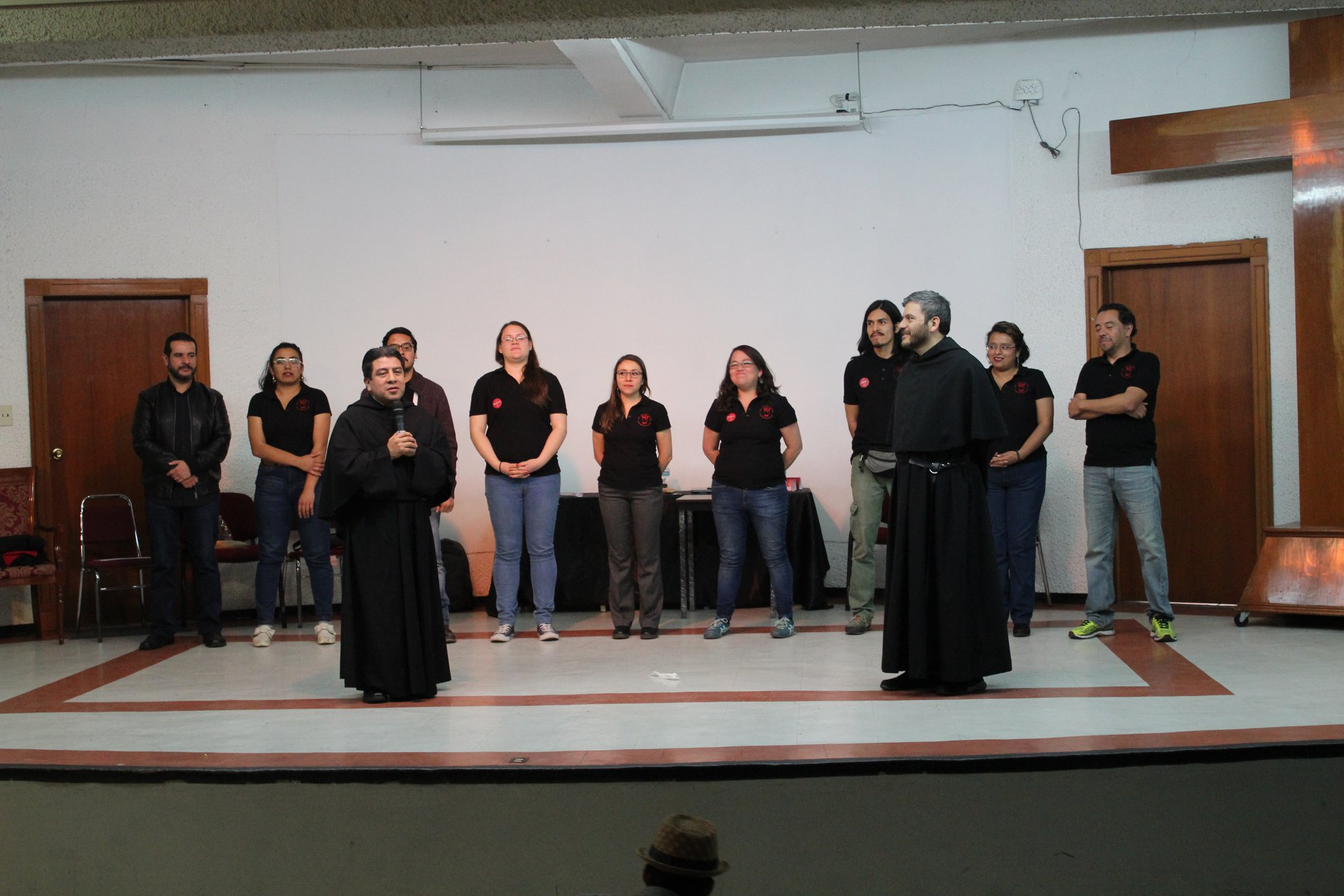
Colaboradores del Archivo Documental APAMI. Foto del APAMI.

Entre sus principales canales de comunicación se encuentran sus redes sociales, como su página oficial en Facebook y un blog en internet, desde los cuales comparten información sobre sus actividades, hallazgos y eventos culturales. Gracias a estas plataformas, el archivo ha logrado tener un alcance que va más allá de México, llegando a países como Estados Unidos y varias naciones de Europa.
Además, el APAMI ha organizado distintas exposiciones que permiten dar a conocer parte de su acervo de forma visual y accesible. Algunas de estas han sido: 
- “Ben vivit, bene orat, bene studet”, montada en la Iglesia de San Agustín de Polanco.
- Una exposición en la Iglesia de Santa Teresita del Niño Jesús, en Lomas de Chapultepec.
- “De la fe a la vocación. Un recorrido por las profesiones religiosas desde el siglo XVI hasta el XX”, presentada en el marco del Primer Coloquio del APAMI.

Como parte de sus esfuerzos por fomentar el conocimiento y la reflexión sobre su legado, el archivo también celebró el Primer Coloquio del APAMI, titulado “Cinco siglos de presencia agustiniana en México”, un espacio de diálogo y difusión académica.